# 上總湊站
上總湊站（日语：／ Kazusa-Minato eki */?）是位於千葉縣富津市湊736號，東日本旅客鐵道（JR東日本）的內房線車站。

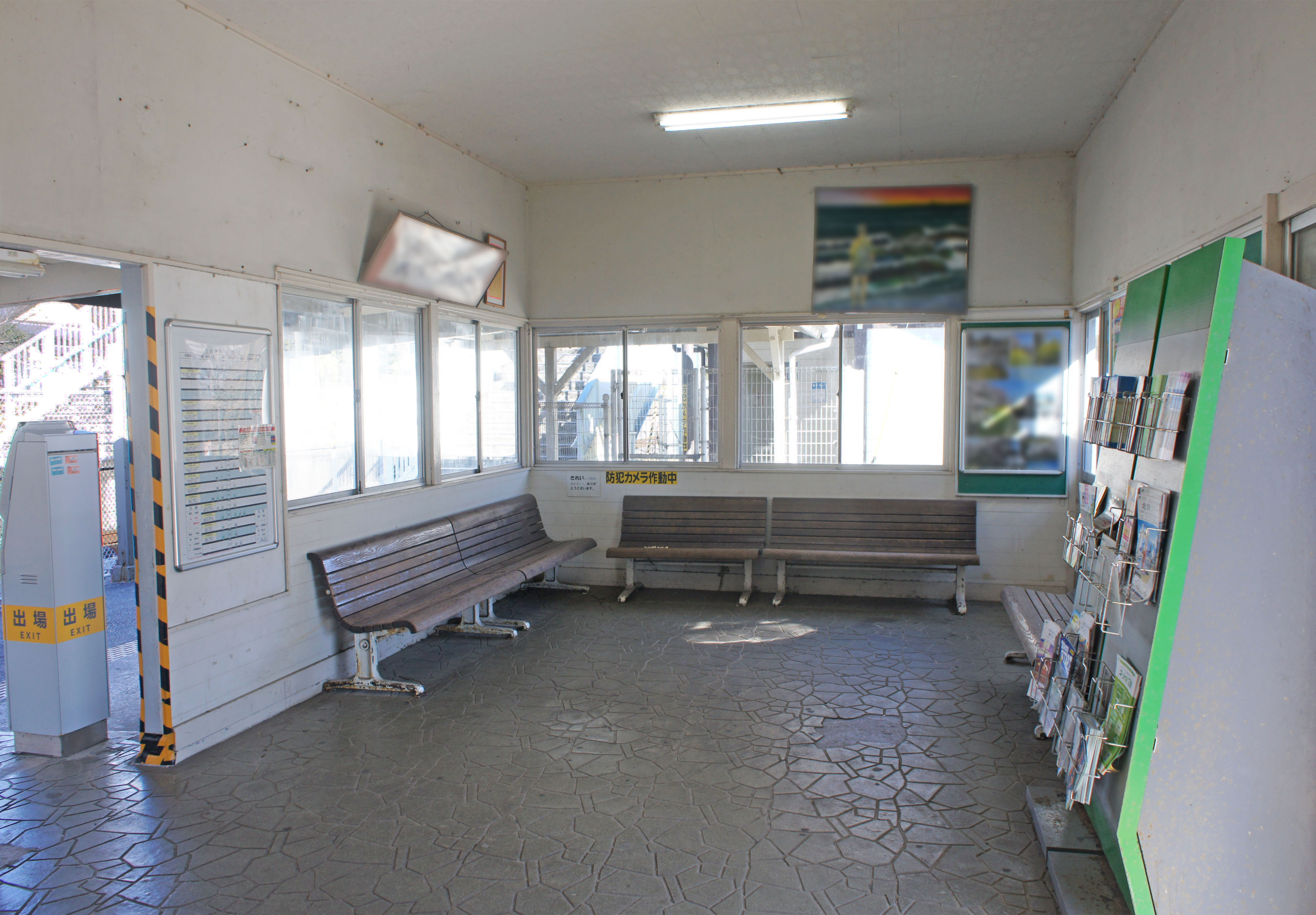
車站內部（2022年2月）

## 歷史
- 1915年（大正4年）1月15日：車站啟用[1]。
- 1985年（昭和60年）10月24日：在下午9時，一名千葉車長區（日语：千葉車掌区）的車長使用私家車猛烈撞入車站大樓，使候車室的柱被撞至曲折，車輛在閘口柵欄上停止。5人受傷。後來該車長醉酒駕駛[2]。
- 1987年（昭和62年）4月1日：伴隨國鐵分割民營化，車站由東日本旅客鐵道（JR東日本）營運[1]。
- 日期不詳：成為業務委托車站，由JR千葉鐵道服務（日语：JR千葉鉄道サービス）負責車站業務。
- 2009年（平成21年）3月14日：此站可以使用IC卡「Suica」[3]。成為東京近郊區間區域內[3]。
- 2017年（平成29年）12月12日：當日起綠色窗口結業[4]。

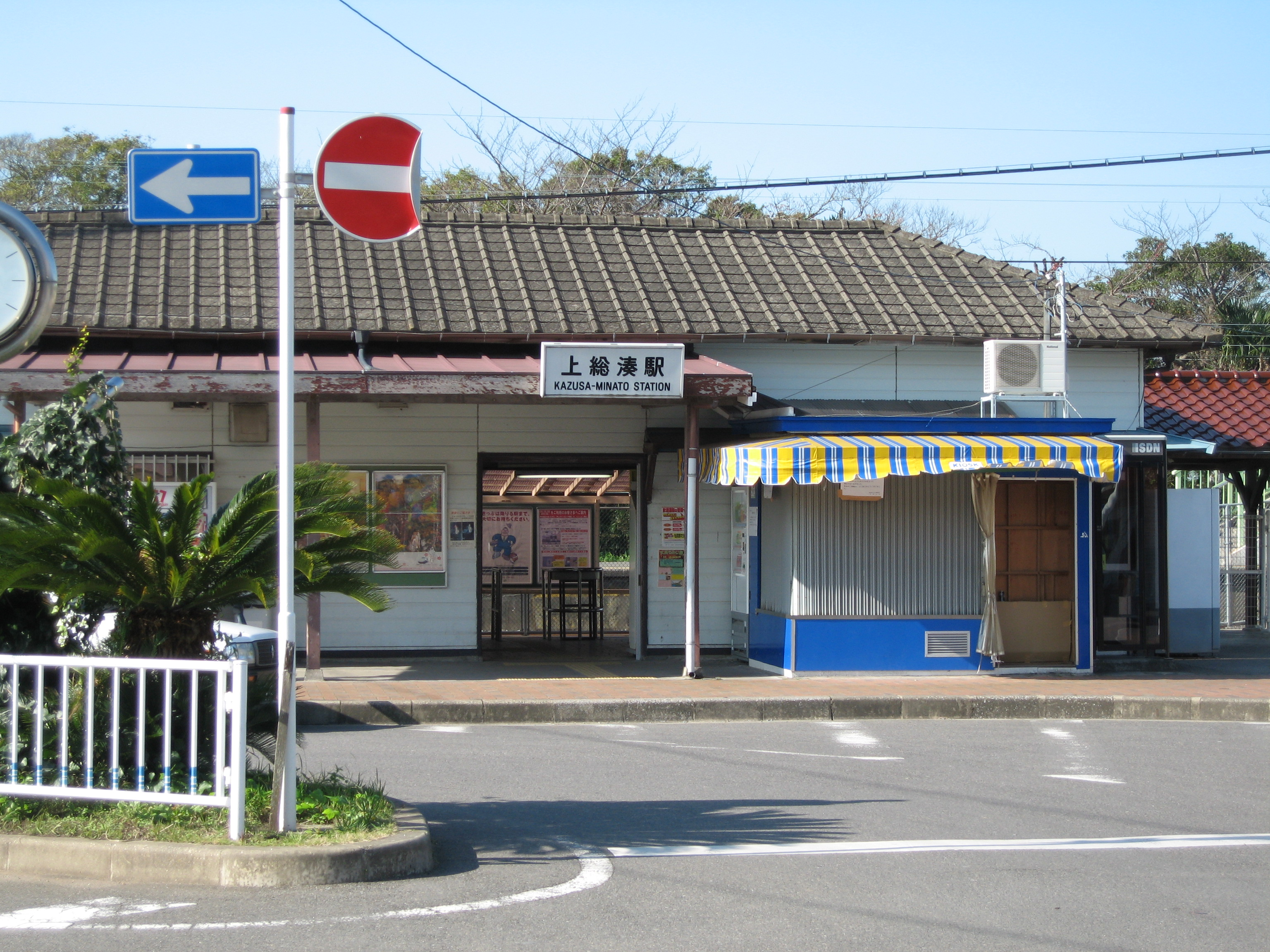
舊站房（2006年11月）
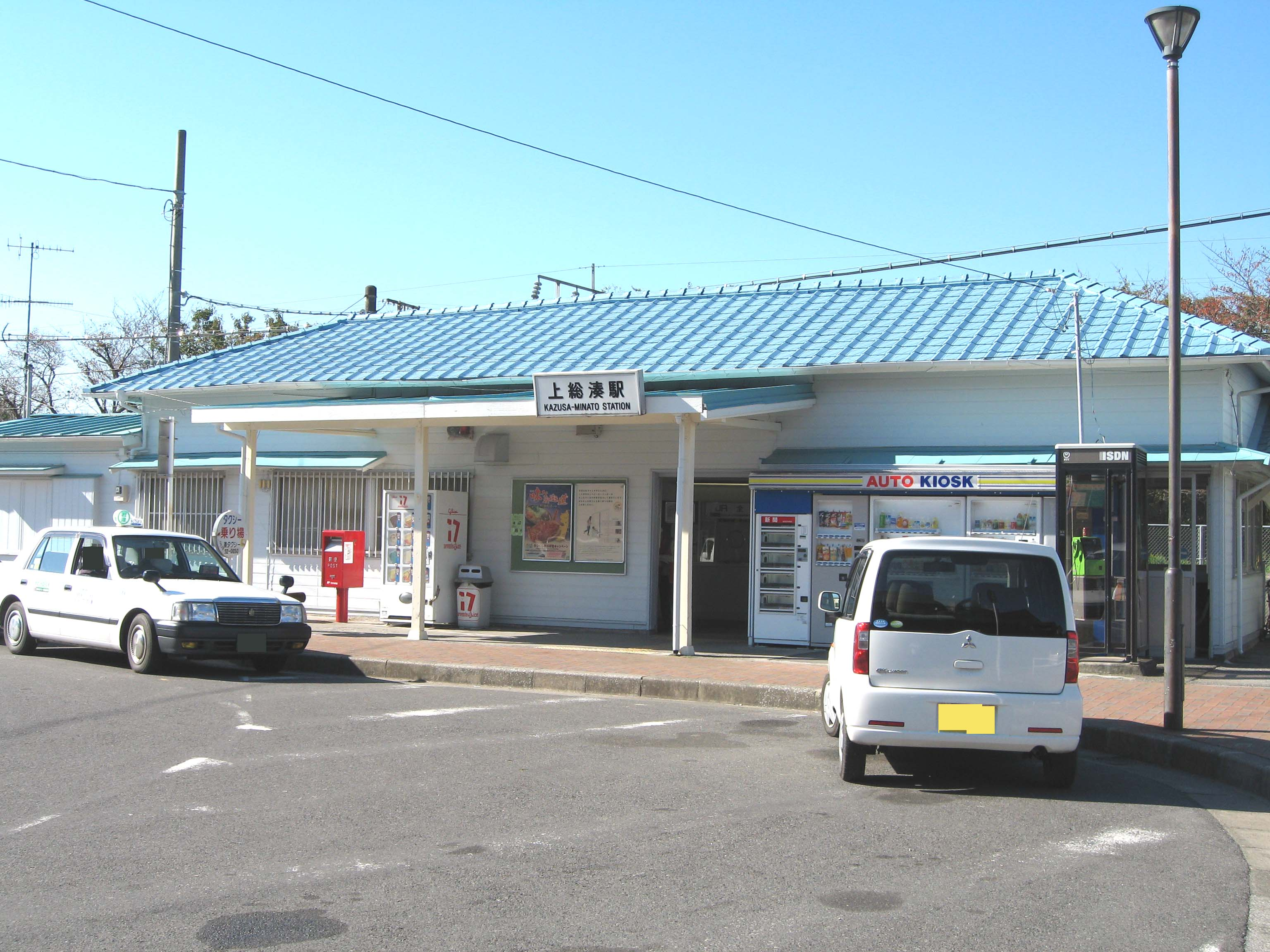
更換站名牌前的站房（2007年11月22日）

## 車站構造

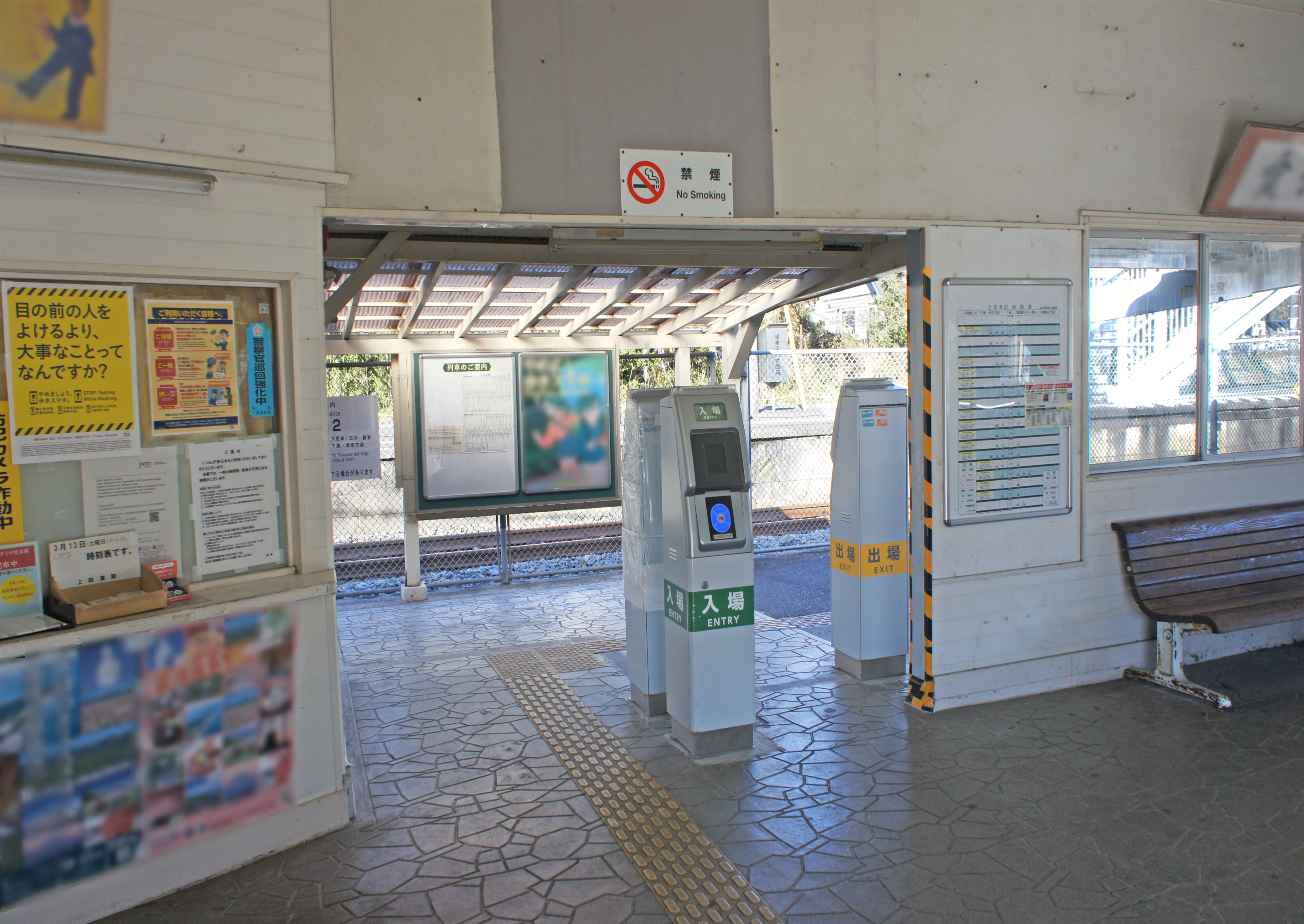
驗票口（2022年2月）

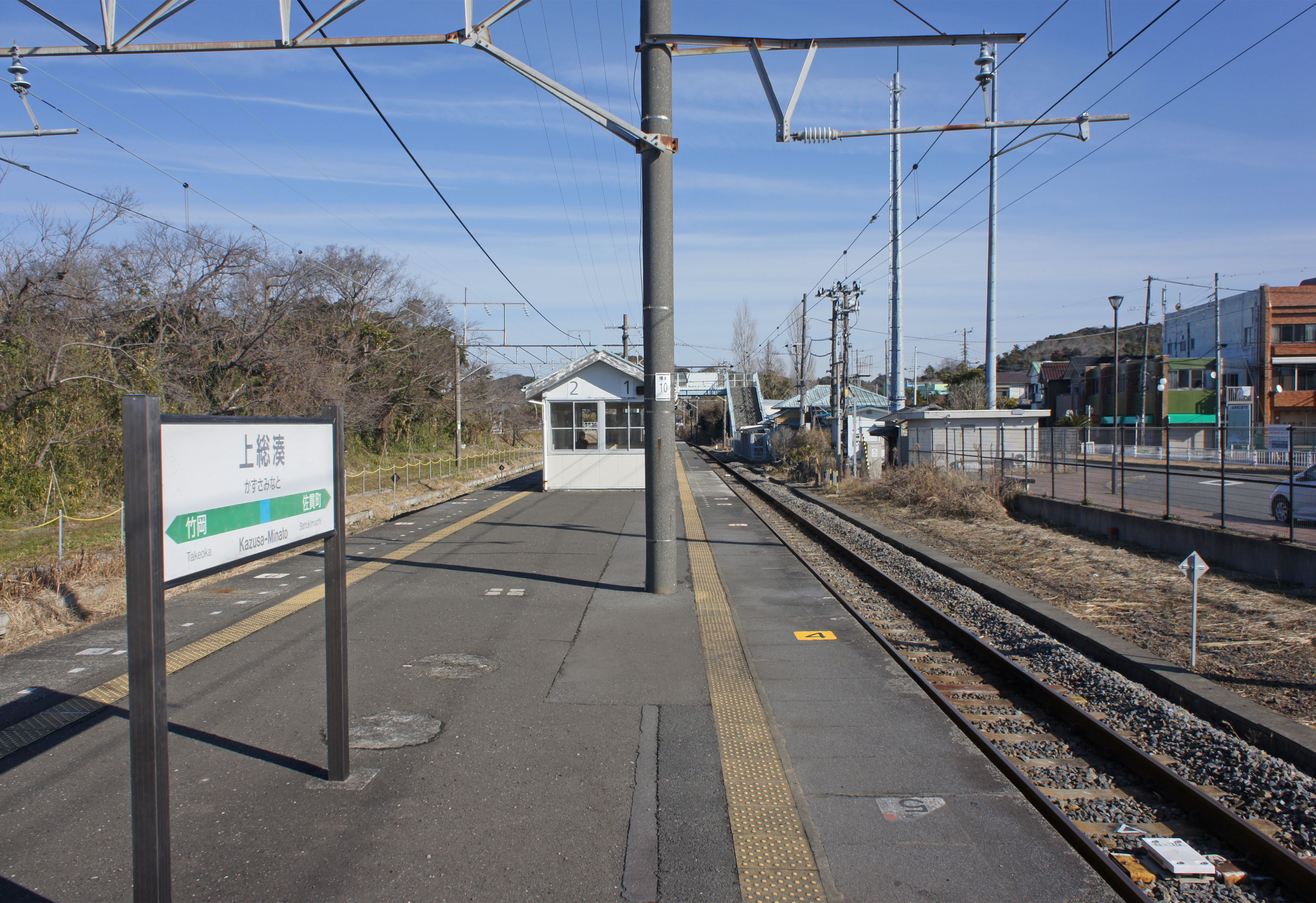
月台（2022年2月）

此站是地面車站，設有1面2線的島式月台。月台沒有提高高度。站房與月台之間設有跨線橋連接。站房位於車站東邊。西邊為斜坡，面向海邊。
此站是由君津站管理的業務委託車站，委托了JR東日本車站服務負責車站業務。綠色窗口在2017年12月12日結業。站內設有多功能售票機1台、簡易Suica閘機設置駅和廁所（男女分開的濕廁）。

### 月台
| 月台 | 路線    | 上下行 | 方向                     | 備註                          |
| ---- | ------- | ------ | ------------------------ | ----------------------------- |
| 1    | ■內房線 | 下行   | 館山、千倉、安房鴨川方向 |                               |
| 2    | ■內房線 | 上行   | 木更津、千葉、東京方向   | 從此站出發的列車於1號月台出發 |

參考
- 在信號設備上，1、2號月台可從兩方向進站和向兩方向出發。
- 因為上述原因，普通列車通常會進入反方向月台，以待避特急之用。
- 不論甚麼理由，當內房線部分區間暫停服務時，會設有列車於此站折返。
- 月台可容納11卡車廂。

## 使用狀況
在2019年（令和元年）度1日平均乘車人次為639人，以下為乘車人次變化列表：
| 乘車人次變化       | 乘車人次變化     | 乘車人次變化 |
| 年度               | 1日平均 乘車人次 | 參考資料     |
| ------------------ | ---------------- | ------------ |
| 1990年（平成02年） | 2,466            | [ * 1 ]      |
| 1991年（平成03年） | 2,382            | [ * 2 ]      |
| 1992年（平成04年） | 2,255            | [ * 3 ]      |
| 1993年（平成05年） | 2,103            | [ * 4 ]      |
| 1994年（平成06年） | 1,991            | [ * 5 ]      |
| 1995年（平成07年） | 1,923            | [ * 6 ]      |
| 1996年（平成08年） | 1,767            | [ * 7 ]      |
| 1997年（平成09年） | 1,676            | [ * 8 ]      |
| 1998年（平成10年） | 1,596            | [ * 9 ]      |
| 1999年（平成11年） | 1,538            | [ * 10 ]     |
| 2000年（平成12年） | 1,484            | [ * 11 ]     |
| 2001年（平成13年） | 1,390            | [ * 12 ]     |
| 2002年（平成14年） | 1,280            | [ * 13 ]     |
| 2003年（平成15年） | 1,231            | [ * 14 ]     |
| 2004年（平成16年） | 1,147            | [ * 15 ]     |
| 2005年（平成17年） | 1,088            | [ * 16 ]     |
| 2006年（平成18年） | 1,076            | [ * 17 ]     |
| 2007年（平成19年） | 1,051            | [ * 18 ]     |
| 2008年（平成20年） | 985              | [ * 19 ]     |
| 2009年（平成21年） | 924              | [ * 20 ]     |
| 2010年（平成22年） | 911              | [ * 21 ]     |
| 2011年（平成23年） | 854              | [ * 22 ]     |
| 2012年（平成24年） | 869              | [ * 23 ]     |
| 2013年（平成25年） | 854              | [ * 24 ]     |
| 2014年（平成26年） | 806              | [ * 25 ]     |
| 2015年（平成27年） | 774              | [ * 26 ]     |
| 2016年（平成28年） | 788              | [ * 27 ]     |
| 2017年（平成29年） | 760              | [ * 28 ]     |
| 2018年（平成30年） | 709              | [ * 29 ]     |
| 2019年（令和元年） | 639              |              |

## 車站周邊

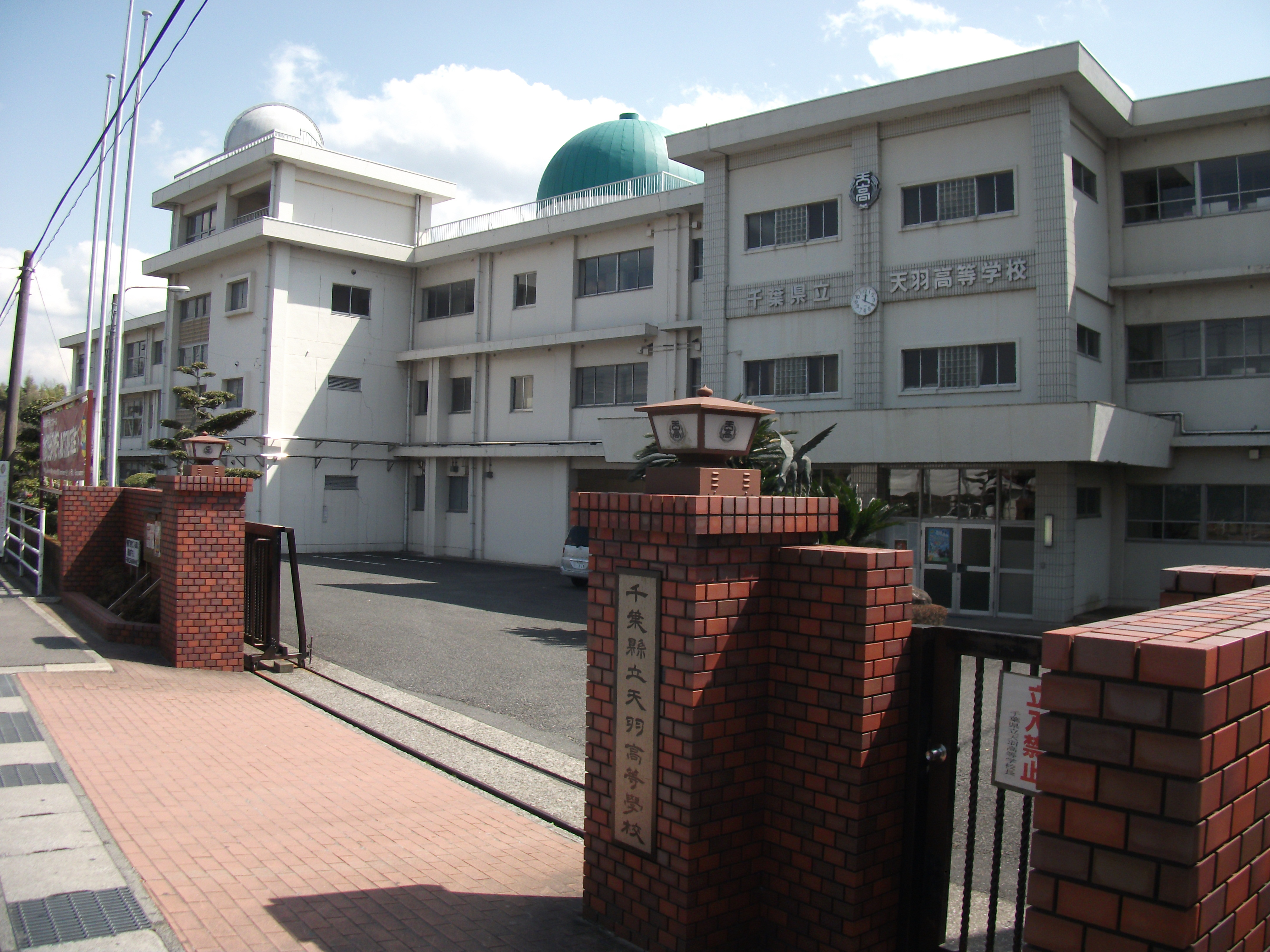
千葉縣立天羽高等學校

- 館山自動車道
- 國道127號（日语：国道127号）
- 國道465號（日语：国道465号）
- 千葉縣道93號久留里鹿野山湊線（日语：千葉県道93号久留里鹿野山湊線）
- 千葉縣道236號上總湊停車場線（日语：千葉県道236号上総湊停車場線）
- 千葉縣道256號新舞子海岸線（日语：千葉県道256号新舞子海岸線）
- 富津市政廳天羽行政中心
- 千葉縣立天羽高等學校（日语：千葉県立天羽高等学校）
- 富津市立天羽中學
- 富津市立湊小學
- 富津市民會館
- 湊郵局
- 日東交通（日语：日東交通 (千葉県)）富津運輸營業所上總湊出張所（日语：日東交通上総湊出張所）
- 清水相片館
- 石渡大廈
- 上總湊海灘
- 神田橋親水公園
- 湊親水公園

## 巴士路線
一般巴士路線的巴士站位於站前日東交通上總湊出張所內。高速巴士「房總菜之花號」的巴士站位於國道127號上。
「房總菜之花號」由JR巴士運行，此站沒有發售高速巴士車票，在日東交通上總湊出張所可購買高速巴士車票。另外，只有部分「房總菜之花號」班次停靠。
| 乘車處     | 系統           | 主要途經                   | 目的地           | 巴士公司            | 備註         |
| ---------- | -------------- | -------------------------- | ---------------- | ------------------- | ------------ |
| 上總湊站   | 湊富津、笹毛線 | 笹毛、佐貫町站前、大貫站前 | 富津公園         | 日東交通            | 只有早上班次 |
| 上總湊站   | 竹岡線         | 竹岡橋、竹岡站前、高島別莊 | 東京灣渡輪       | 日東交通            |              |
| 上總湊站   | 戶面原線       | 環站、關豐站               | 戶面原水壩       | 日東交通            |              |
| 上總湊站前 | 房總菜之花號   |                            | 東京站日本橋出口 | JR巴士關東 日東交通 |              |

## 其他
- 從前，JTB時間表中。此站為「市的代表車站」，以「◎」標示此站。隨著市政廳遷移至大貫站附近，而「◎」標示改在大貫站。
- 竹岡站至佐貫町站之間會因強風影響，使車站限制減低，甚至暫停行駛。因此，該此站至佐貫町站之間區間加設了防風板，並於2012年3月21日完成[6]。此站至竹岡站之間，那古船形站至館山站之間也會受到相同影響，使路線對於強風對策需要採取措施[7]。

## 相鄰車站
東日本旅客鐵道（JR東日本）
■內房線
■通勤快速（平日上行1班）、■快速（星期六及假日上行經京葉線的1班）
佐貫町←上總湊
■普通（各站停車）
佐貫町－上總湊－竹岡

## 注腳

### 使用狀況
1. ↑  千葉縣統計年鑑 （页面存档备份，存于）（日語） - 千葉縣
2. ↑  富津市統計書 （页面存档备份，存于）（日語） - 富津市

JR東日本2000年度以後的乘車人次
1. ↑  各駅の乗車人員（2000年度） （页面存档备份，存于）（日語） - JR東日本
2. ↑  各駅の乗車人員（2001年度） （页面存档备份，存于）（日語） - JR東日本
3. ↑  各駅の乗車人員（2002年度） （页面存档备份，存于）（日語） - JR東日本
4. ↑  各駅の乗車人員（2003年度） （页面存档备份，存于）（日語） - JR東日本
5. ↑  各駅の乗車人員（2004年度） （页面存档备份，存于）（日語） - JR東日本
6. ↑  各駅の乗車人員（2005年度） （页面存档备份，存于）（日語） - JR東日本
7. ↑  各駅の乗車人員（2006年度） （页面存档备份，存于）（日語） - JR東日本
8. ↑  各駅の乗車人員（2007年度） （页面存档备份，存于）（日語） - JR東日本
9. ↑  各駅の乗車人員（2008年度） （页面存档备份，存于）（日語） - JR東日本
10. ↑  各駅の乗車人員（2009年度） （页面存档备份，存于）（日語） - JR東日本
11. ↑  各駅の乗車人員（2010年度） （页面存档备份，存于）（日語） - JR東日本
12. ↑  各駅の乗車人員（2011年度） （页面存档备份，存于）（日語） - JR東日本
13. ↑  各駅の乗車人員（2012年度） （页面存档备份，存于）（日語） - JR東日本
14. ↑  各駅の乗車人員（2013年度） （页面存档备份，存于）（日語） - JR東日本
15. ↑  各駅の乗車人員（2014年度） （页面存档备份，存于）（日語） - JR東日本
16. ↑  各駅の乗車人員（2015年度） （页面存档备份，存于）（日語） - JR東日本
17. ↑  各駅の乗車人員（2016年度） （页面存档备份，存于）（日語） - JR東日本
18. ↑  各駅の乗車人員（2017年度） （页面存档备份，存于）（日語） - JR東日本
19. ↑  各駅の乗車人員（2018年度） （页面存档备份，存于）（日語） - JR東日本
20. ↑  各駅の乗車人員（2019年度） （页面存档备份，存于）（日語） - JR東日本

千葉縣統計年鑑
1. ↑  千葉縣統計年鑑（平成3年） （页面存档备份，存于）（日語）
2. ↑  千葉縣統計年鑑（平成4年） （页面存档备份，存于）（日語）
3. ↑  千葉縣統計年鑑（平成5年） （页面存档备份，存于）（日語）
4. ↑  千葉縣統計年鑑（平成6年） （页面存档备份，存于）（日語）
5. ↑  千葉縣統計年鑑（平成7年） （页面存档备份，存于）（日語）
6. ↑  千葉縣統計年鑑（平成8年） （页面存档备份，存于）（日語）
7. ↑  千葉縣統計年鑑（平成9年） （页面存档备份，存于）（日語）
8. ↑  千葉縣統計年鑑（平成10年） （页面存档备份，存于）（日語）
9. ↑  千葉縣統計年鑑（平成11年） （页面存档备份，存于）（日語）
10. ↑  千葉縣統計年鑑（平成12年） （页面存档备份，存于）（日語）
11. ↑  千葉縣統計年鑑（平成13年） （页面存档备份，存于）（日語）
12. ↑  千葉縣統計年鑑（平成14年） （页面存档备份，存于）（日語）
13. ↑  千葉縣統計年鑑（平成15年） （页面存档备份，存于）（日語）
14. ↑  千葉縣統計年鑑（平成16年） （页面存档备份，存于）（日語）
15. ↑  千葉縣統計年鑑（平成17年） （页面存档备份，存于）（日語）
16. ↑  千葉縣統計年鑑（平成18年） （页面存档备份，存于）（日語）
17. ↑  千葉縣統計年鑑（平成19年） （页面存档备份，存于）（日語）
18. ↑  千葉縣統計年鑑（平成20年） （页面存档备份，存于）（日語）
19. ↑  千葉縣統計年鑑（平成21年） （页面存档备份，存于）（日語）
20. ↑  千葉縣統計年鑑（平成22年） （页面存档备份，存于）（日語）
21. ↑  千葉縣統計年鑑（平成23年） （页面存档备份，存于）（日語）
22. ↑  千葉縣統計年鑑（平成24年） （页面存档备份，存于）（日語）
23. ↑  千葉縣統計年鑑（平成25年） （页面存档备份，存于）（日語）
24. ↑  千葉縣統計年鑑（平成26年） （页面存档备份，存于）（日語）
25. ↑  千葉縣統計年鑑（平成27年） （页面存档备份，存于）（日語）
26. ↑  千葉縣統計年鑑（平成28年） （页面存档备份，存于）（日語）
27. ↑  千葉縣統計年鑑（平成29年） （页面存档备份，存于）（日語）
28. ↑  千葉縣統計年鑑（平成30年） （页面存档备份，存于）（日語）
29. ↑  千葉縣統計年鑑（令和元年） （页面存档备份，存于）（日語）

## 外部連結
- 車站資訊（上總湊）：東日本旅客鐵道（日語）